# Voo Aerolíneas Argentinas 644
O Voo Aerolíneas Argentinas 644 era uma linha aérea operada pela referida empresa argentina que fazia a ligação entre Buenos Aires e Comodoro Rivadavia. Durante uma forte tempestade, um Douglas DC-6 que fazia essa rota caiu nas proximidades da cidade de Pardo, matando todos os seus 67 ocupantes. Esse acidente, ocorrido em 19 de julho de 1961, seria a pior tragédia ocorrida na aviação comercial argentina até aos dias atuais.

## Aeronave
As Forças Aéreas do Exército dos Estados Unidos (USAAF) necessitavam de uma aeronave de transporte maior que os seus C-54 (versão militar do Douglas DC-4). Para atender essa necessidade, a Douglas Aircraft Company desenvolveria o protótipo XC-112 em 1944. Após dois anos de desenvolvimento, o Douglas DC-6 realizaria seu primeiro voo em 15 de fevereiro de 1946, quase um ano depois do final da Segunda Guerra. Com o final do conflito,  o exército americano já não necessitava mais de tantas aeronaves e os DC-6 seriam oferecidos para o mercado da aviação comercial, que necessitava de novas aeronaves para restabelecer os serviços prejudicados pelo conflito. Seriam construídos 704 exemplares do DC-6 entre 1946 e 1958 e essas aeronaves voariam pelas principais companhias aéreas do mundo. Na Argentina, os primeiros DC-6 seriam encomendados em 1948 pela Flota Aerea Mercante Argentina (FAMA) que os utilizaria na realização de voos internacionais. Em 1950 a frota de seis DC-6 seria incorporada pela Aerolíneas Argentinas e voaria nesta empresa até meados dos anos 1960 quando seriam substituídos pelos Avro 748. Após alguns acidentes a frota seria reduzida pela metade e seria transferida para a Austral que posteriormente repassaria as aeronaves para a Força Aérea Argentina. A aeronave destruída foi construída em 1948 e tinha o número de construção 43136/137 e receberia o prefixo LV-ADW.

## Acidente
Na manhã de 19 de julho de 1961, o Douglas DC-6 LD-ADW decolaria às 7h31 min. do aeroporto de Ezeiza. Realizando o voo 644 (Buenos Aires - Comodoro Rivadavia), transportava 60 passageiros e 7 tripulantes. Os informes meteorológicos indicavam mau tempo e a presença de Cumulonimbus no trecho inicial da aerovia amarela 45. A aeronave faria voo por instrumentos (IFR) e deveria reportar sua posição nos radiofaróis de Lobos, Azul, Bahía Blanca, Santa Antonio, Trelew e Comodoro Rivadavia. Após decolar de Ezeiza, o DC-6 seguiu rumo ao sul voando no teto de 4800 metros até o radiofarol Lobos, atingido por volta das 7h42 min. Para evitar cumulonimbus, a tripulação realizava correções de curso através de informações meteorológicas recebidas do Controle de Área de Buenos Aires. A tripulação sobrevoava a região de Gorchs, e informava mau tempo, prevendo pequeno atraso na chegada ao radiofarol de Azul às 8h19 min. Após essa breve comunicação, o DC-6 nunca mais voltaria a entrar em contato com a torre. Durante sobrevoo da região de Pardo a aeronave penetraria inadvertidamente em um cumulonimbus. As condições climáticas adversas levariam o piloto a realizar manobras arriscadas para manter o controle da aeronave. A velocidade do vento estimada em 140 km/h levaria o DC-6 a superar seu limite estrutural, fazendo parte da asa direita se desprender da fuselagem. Sem controle o DC-6 entraria em voo picado rumo ao solo onde cairia com extrema violência a mais de 400 km/h. O choque com o solo mataria todos os 67 ocupantes da aeronave de forma instantânea.

## Investigações
O acidente seria causado pelo mau tempo. As condições adversas levariam o DC-6 a superar o seu limite estrutural, levando-o a desintegração em pleno ar.
Por conta da precariedade dos aeroportos locais, que não contavam com radares meteorológicos, assim como as aeronaves de então, as tripulações tinham poucas informações para traçar suas rotas. Segundo o relatório do acidente, os informes meteorológicos indicavam mau tempo na região, e para evitar os temidos cumulonimbus, a  tripulação deveria realizar pequenas correções de curso, indicadas por rádio. Sem o advento de radar meteorológico no DC-6 das Aerolíneas, a probabilidade da tripulação enfrentar um cumulonimbus era de 31 %.
Após o acidente, as autoridades argentinas indicariam a necessidade de equipar todas as aeronaves comerciais do país com radares meteorológicos, além de melhorias no sistema de monitoramento aéreo do país. No entanto, acidentes posteriores causados por mau tempo evidenciaram a falta de investimentos nessas áreas.